# Taifun
Taifun – niemiecki niekierowany przeciwlotniczy pocisk rakietowy opracowany w Elektromechanische Werke Karlshagen (EMW) w Peenemünde w roku 1944, w obliczu przeciągających się prac nad kierowanym pociskiem rakietowym Wasserfall.
Koncepcja Taifuna powstała latem 1944 roku z inicjatywy inż. Klausa Scheufelena na podstawie teoretycznych analiz skuteczności artylerii przeciwlotniczej. Pocisk przeznaczony był do zwalczania formacji bombowców strategicznych na dużych pułapach (10–12 km). Odpalany miał być w salwach po kilkadziesiąt sztuk i wyposażony w zapalnik uderzeniowy zamiast zwykle stosowanego w ciężkiej artylerii przeciwlotniczej zapalnika czasowego. Rozwiązanie takie pozwalało na znaczne zminimalizowanie ilości materiału wybuchowego w głowicy bojowej, przy oczekiwanym statystycznym wzroście prawdopodobieństwa zestrzelenia bombowca.

Projekt zatwierdzony został przez Ministerstwo Lotnictwa Rzeszy (RLM) w październiku, a produkcja seryjna ulokowana została w podziemnej fabryce zbrojeniowej Mittelwerk w Harzu.
Zaprojektowany pod kierunkiem Scheufelena pocisk Taifun F napędzany był hipergolowymi ciekłymi materiałami pędnymi zmagazynowanymi w dwóch współosiowych rurowych zbiornikach (z których zewnętrzny tworzył jednocześnie kadłub rakiety). Materiały pędne dostarczane były do komory spalania dzięki ciśnieniu wytworzonemu w zbiornikach przez niewielki ładunek prochowy, a w celu zapobieżenia wybuchowi podczas zapłonu dopływ utleniacza ograniczany był w czasie rozruchu silnika przez mechaniczny zawór. Jako utleniacz przewidziano Sv-Stoff Salbei (mieszanina 90% kwasu azotowego i 10% kwasu siarkowego), zaś jako paliwo rozważano m.in. mieszaniny optolin, visol lub tonka. Czas pracy silnika wynosił ok. 2,5 s. Umieszczona z przodu cienkościenna głowica bojowa wyposażona była w zapalnik uderzeniowy – mechaniczny lub elektryczny. Pocisk stabilizowany był za pomocą czterech trapezowych stateczników nadających mu powolny ruch obrotowy. Docelowa trzydziestoprowadnicowa wyrzutnia szynowa, opracowana przez zakłady Škoda, montowana miała być na łożu armaty przeciwlotniczej 8,8 cm Flak.

W końcu 1944 roku opracowano także alternatywną wersję Taifun P z silnikiem na paliwo stałe, posiadającą zbliżone do Taifuna F gabaryty i osiągi, przy nieco większej masie startowej (ok. 24 kg).
Prowadzone do stycznia 1945 próby prototypów wykazały szereg problemów – niewystarczającą była stateczność pocisków, rakiety wybuchały także w locie z powodu rozerwania silnika czy wręcz z nieustalonych przyczyn, aczkolwiek ich osiągi były zadowalające. Zamówienie na produkcję seryjną kilkudziesięciu tysięcy Taifunów obu odmian złożone zostało w początku 1945 roku, jednakże do końca wojny udało się wyprodukować zaledwie kilkaset pocisków, głównie wersji P – żaden z nich nie został użyty bojowo, choć szacowano, że do września 1945 w użyciu znajdzie się 4800 wyrzutni zgrupowanych w 400 bateriach. Docelowa produkcja seryjna sięgać miała 2 milionów rakiet miesięcznie.
Po wojnie na podstawie zdobycznych Taifunów skonstruowano w USA pocisk przeciwlotniczy Loki, zaś w ZSRR rakiety R-103, R-110 i RZS-115.